# Tipula (Lunatipula) penelope
Tipula (Lunatipula) penelope is een tweevleugelige uit de familie langpootmuggen (Tipulidae). De soort komt voor in het Palearctisch gebied.